# Anscottiella vertex
Anscottiella vertex is een mosselkreeftjessoort uit de familie van de Sarsiellidae. De wetenschappelijke naam van de soort is voor het eerst geldig gepubliceerd in 1991 door Kornicker.